# Cassano Spinola
Cassano Spinola är en ort och kommun i provinsen Alessandria i regionen Piemonte i Italien. Kommunen hade 1 804 invånare (2018).
Den tidigare kommunen Gavazzana uppgick i Cassano Spinola den 1 januari 2018.